# Agneza od Beaujeua
Agneza od Beaujeua (francuski Agnès de Beaujeu) (? - 11. srpnja 1231.) bila je grofica Šampanje kao druga supruga Teobalda I. Navarskog, koji je postao kralj Navare nakon njezine smrti. Bila je kći Guicharda de Beaujeua i Sibile od Hainauta te je spomenuta u očevoj oporuci:
"Agnetam primogenitam nostram… filiam autem nostram Margaritam… Philippam autem filiam nostram… minorem autem filiam nostram Sibillam"
Agneza je Teobaldu rodila Blanku.